# Teodor Narbutt

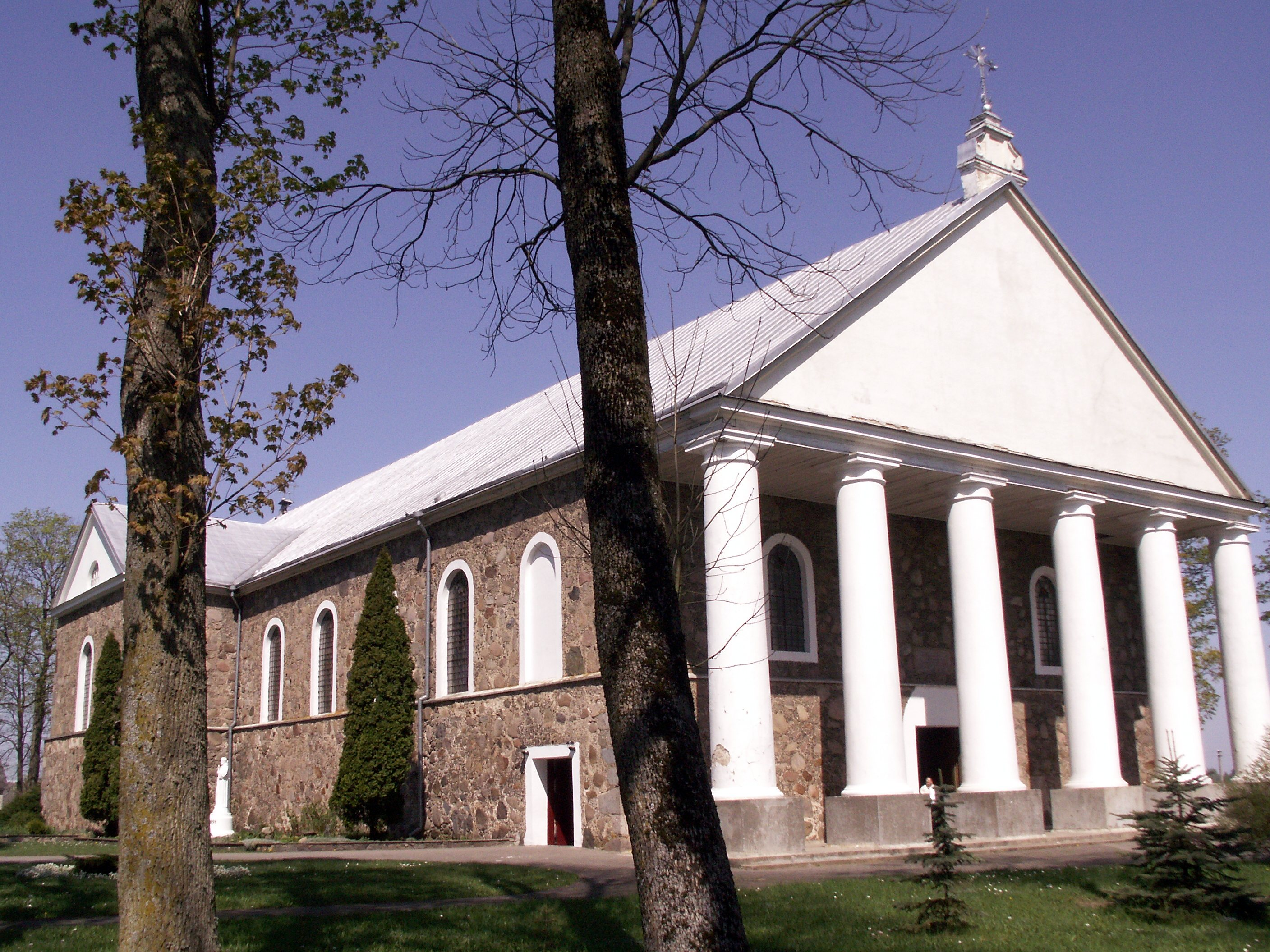
Kościół Wniebowstąpienia Pańskiego w Ejszyszkach

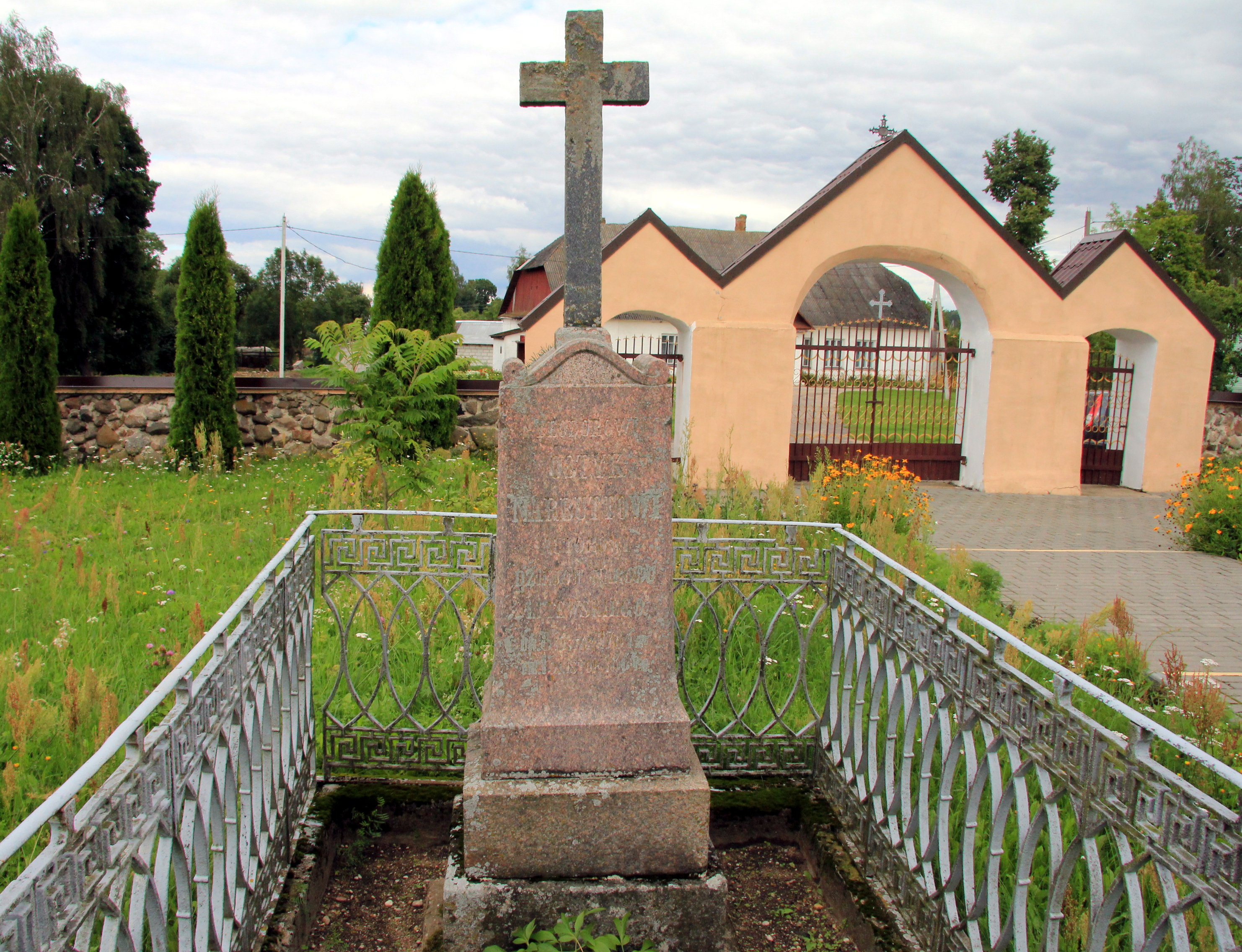
Grób Teodora Narbutta w Naczy

Teodor Mateusz Ostyk-Narbutt herbu Trąby (ur. 8 listopada 1784 w Szawrach, zm. 26 listopada 1864 w Wilnie) – polski historyk, badacz dziejów Litwy, bibliofil, inżynier wojskowości w stopniu kapitana. Uczestnik walk armii rosyjskiej przeciwko Napoleonowi Bonaparte.

## Życiorys
W 1803 r. został absolwentem Wydziału Matematyczno-Inżynieryjnego Uniwersytetu Wileńskiego. Następnie wyjechał do Petersburga gdzie pełnił służbę jako inżynier wojskowy. Uczestniczył w walkach pod Tylżą i Ostrołęką, gdzie został ranny (1807). W 1812 r. zwolniono go ze służby wojskowej. Powrócił do majątku w Szawrach, gdzie zajął się unowocześnianiem rozwiązań rolniczych oraz badaniami historycznymi. Następnie aresztowano go pod zarzutem napisania antyrosyjskiego paszkwilu (1831).
W latach 1846–1852 zaprojektował i wybudował kościół w Ejszyszkach pw. Wniebowstąpienia Pańskiego.
Natomiast w 1864 r. został skazany na zesłanie na Syberię. Wyrok zapadł w związku z udziałem jego dzieci w powstaniu styczniowym (Ludwika, Bolesława i Teodory). Do wykonania wyroku nie doszło ze względu na chorobę, a następnie śmierć Narbutta.
Teodor Narbutt prowadził badania: historyczne (dotyczące Litwy) oraz archeologiczne (1810). Publikował artykuły w takich czasopismach jak m.in.: Atheneum, Biblioteka Warszawska i Tygodnik Petersburski.
Swoje opinie historyczne opierał m.in. na legendach. Fałszował również źródła historyczne, napisał m.in.:
- kronikę litewską, tzw. rękopis raduński opatrując go data powstania w 1488 r. – dynastia Jagiellonów wywodziła się tam od Ja Gellona;
- Dziennik poselstwa Krzyżaków do księcia Witolda.

## Rodzina
Syn Joachima i Izabeli z Noniewiczów, ojciec Ludwika, Teodory, Ottona, Aldony, Aleksandra, Stanisława, Michała, Franciszka i Bolesława.

## Nagrody i odznaczenia
- Kawaler orderu św. Włodzimierza 4 stopnia;
- Kawaler orderu św. Anny 4 stopnia;
- Kawaler orderu św. Anny 2 stopnia (za budowę twierdzy w Bobrujsku w 1809 r.);
- pamiątkowy sygnet cara Mikołaja I za twórczość literacką (historia litewskiej Rusi)[3].

## Twórczość
- Rys historyczny ludu cygańskiego (1830)[4]
- Wyborowe ody i kantaty Jana Baptysty Rousseau / wierszem przetł. przez Teodora Narbutta (1832)
- Horacego ody wszystkie / wierszem pol. przeł. przez Teodora Narbutta (1835)
- Dzieje starożytne narodu litewskiego (t. 1–9, 1835–1841)
- Pomniki do dziejów litewskich (1846)
- Dzieje narodu litewskiego w krótkości zebrane z dołączeniem potoku pochodzeń ludów narodu litewskiego (1847)
- Teodora Narbutta pomniejsze pisma historyczne szczególnie do historyi Litwy odnoszące się (1856)